# أهلا بك في عالم السحرة (فلم)
  اهلا بك في عالم السحرة: الفيلم -معجزة اندميون "" " (باليابانية : 劇場版 と あ る 魔術 の 禁書 目録 エ ン デ ュ ミ オ ン の 奇蹟، يُنطق باليابانية : جيكي جيبان توارو ماجوتسو نو أنديكّوسو : أنديوميون نو كيسيكي) هو فيلم خيالي أُنتج عام 2013  الرسوم المتحركة اليابانية يعتمد على الروايات الخفيفة «اهلا بك في عالم السحرة» من تأليف كازونا كاماتشي. من أخراج هيروشي نيشيكيوري وسيناريو وحوار  هيرويوكي يوشينو. تركز قصة الفيلم على المدينة الأكاديمية المتقدمة علمياً، توشك معجزة على الحدوث: الإنتهاء من أول مصعد فضائي يربط كوكب الأرض بالفضاء، “انديميون”. في هذه الأثناء، يواصل “توما كاميجو”، وهو طالب ثانوي، مع رفيقته الفتاة الساحرة “اندكس” حياتهم اليومية ليقابلا المغنية العالمية “ اريسا ميغو”، المرحة وطموحة. ثم تبدأ أحداث غريبة في جميع أنحاء المدينة، ليتم اكتشاف مؤامرة معقدة تحيط بـ“اريسا” و“انديميون”. وتصبح الأمور أكثر تعقيدًا حتى عندما يظهر “ستيل ماغنوس”، مما يدل على أن العالم السحري متورط أيضا بشكل ما… .

## قصة الفيلم
تحطمت الطائرة الفضائية أوريون دون وقوع إصابات بين ركابها الـ 88، على أنها معجزة. بعد ثلاث سنوات، بعد وقت قصير من حادثة بقايا، مع اقتراب أكاديمية المدينة من استكمال بناء أو مصعد يصل الفضاء بكوكب الأرض، الذي يُعرف بأسم انديمون بحيث أصبح الشر قادرين على الوصول إلى الفضاء دون الحاجة إلى مركبة فضائية، يلتقي توما كاميجو وصديقته إندكس بمغنية تدعى أريسا ميجو، وهي أيضًا المستوى صفر. أثناء التسكع معهم، تعلم أريسا أنها اجتازت اختبارًا لتصبح وجهة الحملة أنديمون. في وقت لاحق من تلك الليلة، تم مهاجمتهم فجأة من قبل ماري سبيرهيد وماليباث بلاك بول وجين إلفيس، مجموعة من السحرة المتدربات لصالح بقيادة الساحر ستيل ماغنوس. بعد أن تمكنت أريسا من أطفاء نيران ستييل لإنقاذ توما، وصلت مجموعة من الروبوتات الميكانيكية المعروفة باسم وحدة الغراب الأسود بقيادة الشرطية شوتورا سيكنزيا للقتال ضد ستيل وحلفائه من المتدربات، مما أجبرهم على التراجع بمساعدة شريكة ستيل كانزاكي كاوري، تاركًة لتوما رسالة غامض مفادها أن أريسا يمكن أن تتسبب في أندلاع حربًا بين الجانبين السحري والعلمي بقدر الحرب العالمية الثالثة.
شوتورا حذرت توما من التورط مع أريسا. عرض توما وإندكس لاحقًا السماح لأريسا بالبقاء معهم في مسكنه حتى موعد الحفل. مع اضطرار توما لأخذ الكثير من الدروس تكميلية في فترة الإجازة كي يحسن من درجاته، ترافق ميساكا وأصدقاؤها أريسا إلى عرض ترويجي في مركز تسوق، حيث يتم تحويلهن إلى راقصات احتياطيات. أثناء العرض، يشهد توما معركة بين شوتورا ورجل غامض آلي يدمر المسرح. بحيث تهربن من المسرح وتبدأ ميساكا ورفاقها بمساعدة توما في القتال، يعلم توما من شوتورا أنها لا تهتم بالموسيقي ولا تؤمن بالمعجزات. في وقت لاحق من تلك الليلة، تشرح أريسا لتوما كيف أنها لم تعد لديها أي ذكريات قبل السنوات الثلاث الماضية. بينما يلتقي توما مع زميله في الصف موتوهارو تسوتشيميكادو وكاوري، الذي يعتقد أن أريسا قد تكون قديسًة، يختطف ستيل ومجموعته أريسا، ويقاتلون شوتورا ووحدة الغراب الأسود وهم يحاولون الهرب. مع وصول توما، يوضح ستيل أن أنديمون هو في الواقع برج بابل المؤقت الذي، إذا تم دمجه مع قوة القديس، يمكن تحويله إلى جهاز سحري قوي شوتورا تأخذ أريسا وتتراجع، لتصل بها إلى رئيس شركة أوربت بورتال.. لاديلي تانجليرود.
عندما علمت شوتورا أن لاديلي قتلت والدها ديدالوس سيكنزيا، قبطان الطائرة أوريون التي دمرت قبل ثلاث سنوات وهو الشخص الوحيد الذي توفي بين معجزة الـ88 حيث أخذت أريسا مكانه، عندما عرفت شوتورا هذا استشاطت غضباً وقامت بطعن لاديلي لكن لاديلي ظلت علي قيد الحياة وقام الآليان بألتقط شاتورا في ذلك الوقت الذي يخوضون فيه القتال تُضطر أريسا إلى الغناء في أنديمون من أجل تنشيط دائرة سحرية كبيرة فوق الأرض حيث يسافر كلا من توما وإندكس إلى الفضاء بمساعدة من كاوري، مع وجود شوتورا أيضًا التي في طريقها إلى هناك بعد أن تم أنقذها من قبل رفاقها. تواجه شوتورا لاديلي، التي تسعى إلى استخدام قوة اريسا لكسر لعنة الخلود التي أٌصيبت بها، لكن المعركة التي تلت ذلك مع أجهزتها الآلية تسبب في حدوث صدع في محطة الفضاء مما أدي إلى انهيارها وسقوطها نحو الأرض. بينما تغني أريسا أغانيها لحماية المواطنين على متنها، تحاول شوتورا إيقافها لكن توما يحاول منعها. في هذه الأثناء، تواجه إندكس لاديلي بينما تقوم ميساكا ميكوتو وستايل وأكسلريتور والمستنسخات من ميساكا بتدمير بعض البراغي المتفجرة من أجل تحرير إندميون من الأرض. بينما يستخدم توما قدرته الخاصة محطم الخيال علي شوتورا، بحيث يجعلها تتذكر أن أريسا ولدت من رغبتها في إنقاذ الجميع على متن الطائرة، حتى على حساب أولئك المهمين لها. معًا، تغني كلا من أريسا وشوتورا أغنية، إلى جانب عمل إندكس، علي كسر تعويذة لاديلي، مما يمنع سقوط المصعد الفضائي أنديمون على الأرض، وينتهي الفيلم بتصفيق الجميع لأريسا التي غنت أغنية ممتازة نالت أعجاب الجميع
1. ↑  [http: // www .animenewsnetwork.com / news / 2012-07-03 / a-some-magical-index-film-slated-for-f February-23-2013 "A Certain Magical Index Film Slated For 23 February، 2013"]. Anime News Network. 13 يناير 2013. {{استشهاد ويب}}: تحقق من قيمة |مسار= (مساعدة)